# Скибівщина (Миргородський район)
Скибі́вщина — село Великобагачанської селищної громади Миргородського району Полтавської області. Населення станом на 2001 рік становило 92 особи. Колишній орган місцевого самоврядування — Кротівщинська сільська рада.

## Географія
Село Скибівщина знаходиться на березі пересихаючої річечки Багачка, яка через 13 км впадає в річку Псел, вище за течією на відстані 1 км розташоване село Орликівщина, нижче за течією на відстані 0,5 км розташоване село Кротівщина. На річці є кілька загат.
Віддаль від центру громади — 15 км, від найближчої залізничної станції Миргород — 32 км.

## Історія
Село Скибівщина виникло в першій половині XIX ст. і належало до Петрівцівської волості Миргородського повіту Полтавської губернії.
За переписом 1859 року у власницькому селі Скибівщині при річці Багачці було 35 дворів, 289 жителів.
За переписом 1900 року в селі Скибівщині Петрівцівської волості Миргородського повіту Полтавської губернії разом з іншими поселеннями (село Петрівці, хутір Проскурин) належало до Петрівцівської селянської громади, яка мала 54 двори, 315 жителів.
У 1912 році в селі Скибівщині було 278 жителів.
У січні 1918 року в селі розпочалась радянська окупація.
За переписом 1926 року село входило до Кротівщинської сільської ради Великобагачанського району Лубенської округи.
З 16 вересня 1941 по 21 вересня 1943 року Скибівщина була окупована німецько-фашистськими військами.

## Економіка
- СФГ "Берест"
- СФГ "Грунтознавець"